# Napaeozapus insignis
Genre
Espèce
Synonymes
- Napaeozapus abietorum (Preble, 1899)[2]
- Napaeozapus algonquinensis Prince, 1941[2]
- Napaeozapus frutectanus Jackson, 1919[2]
- Napaeozapus gaspensis Anderson, 1942[2]
- Napaeozapus roanensis (Preble, 1899)[2]
- Napaeozapus saguenayensis Anderson, 1942[2]

Statut de conservation UICN

 LC  : Préoccupation mineure
Répartition géographique
Napaeozapus insignis, communément appelé Souris sauteuse des bois ou Zapode des bois, est une espèce de rongeurs de la famille des Dipodidés, la seule du genre Napaeozapus. C'est une souris sauteuse d'Amérique du Nord.

## Répartition et habitat
Elle est présente au Canada et aux États-Unis. Elle vit dans les zones boisées humides et fraiches, particulièrement dans les forêts d'épicéas et de sapins et dans les forêts de pruches. On la trouve également dans les zones ripariennes et les marécages.

## Liste des sous-espèces
Selon NCBI (21 mars 2019) :
- sous-espèce Napaeozapus insignis abietorum (Preble, 1899) - Ontario
- sous-espèce Napaeozapus insignis frutectanus Jackson, 1919 dans l'est du Wisconsin et au Michigan
- sous-espèce Napaeozapus insignis insignis - Nouveau-Brunswick
- sous-espèce Napaeozapus insignis roanensis (Preble, 1899) - Caroline du Nord
- sous-espèce Napaeozapus insignis saguenayensis Anderson, 1942 - Québec

## Alimentation
Le régime alimentaire varie en fonction de l'habitat et de la saison. Il comprend notamment des champignons, des graines, des chenilles, des larves de coléoptères et des baies.

### EspèceNapaeozapus insignis
- (en) Animal Diversity Web : Napaeozapus insignis (consulté le 20 septembre 2012)
- (en) BioLib : Napaeozapus insignis  (Miller, 1891) (consulté le 21 mars 2019)
- (en) Catalogue of Life : Napaeozapus insignis (Miller, 1891) (consulté le 15 décembre 2020)
- (fr + en) ITIS : Napaeozapus insignis  (Miller, 1891) (consulté le 21 mars 2019)
- (en) Mammal Species of the World (3e  éd., 2005) :  Napaeozapus insignis   Miller, 1891 (consulté le 21 mars 2019)
- (en) North American Mammals : Napaeozapus insignis  (consulté le 20 septembre 2012)
- (en) NCBI : Napaeozapus insignis  (Miller, 1891) (taxons inclus) (consulté le 21 mars 2019)
- (en) Paleobiology Database : Napaeozapus insignis  Miller 1891 (consulté le 21 mars 2019)
- (en) UICN : espèce Napaeozapus insignis  (Miller, 1891) (consulté le 21 mars 2019)

### GenreNapaeozapus
- (en) Animal Diversity Web : Napaeozapus (consulté le 20 septembre 2012)
- (en) BioLib : Napaeozapus  Preble, 1899 (consulté le 21 mars 2019)
- (en) Catalogue of Life : Napaeozapus Preble, 1899 (consulté le 6 avril 2023)
- (fr + en) ITIS : Napaeozapus  Preble, 1899 (consulté le 21 mars 2019)
- (en) Mammal Species of the World (3e  éd., 2005) :  Napaeozapus   Preble, 1899 (consulté le 21 mars 2019)
- (en) NCBI : Napaeozapus (taxons inclus) (consulté le 21 mars 2019)
- (en) Paleobiology Database : Napaeozapus  Miller 1900 † (consulté le 21 mars 2019)